# Sint-Jozefskerk (Evere)
De Sint-Jozefskerk (Frans: Église Saint-Joseph) is een rooms-katholiek kerkgebouw te Evere, gelegen aan Jan de Paduwaplaats 1.

## Geschiedenis
Deze kerk is gebouwd voor de bewoners van de wijk Tweehuizen. De bevolking hiervan nam einde 19e eeuw sterk toe en de Sint-Vincentiuskerk werd te klein en lag bovendien op een zekere afstand van de wijk. Het was pastoor Jean de Paduwa die het initiatief nam voor de bouw van een nieuwe kerk, welke in 1906 werd ingewijd. De wijk had toen zeshonderd inwoners maar was nog grotendeels landelijk. In 1939 werd de parochieschool gebouwd. De toren kwam pas gereed in 1931. De klokken waren van 1910 en werden gegoten te Doornik. Zij zijn echter door de Duitse bezetters meegenomen. Later zijn nieuwe klokken aangebracht.
In 1990 vond een restauratie plaats.

## Gebouw
Het betreft een kruiskerk met aangebouwde vierkante toren, welke gedekt is door een tentdak en geflankeerd wordt door een lagere, achtkante traptoren. De kerk is gebouwd in eclectische stijl, neigend naar neogotiek. Architect was B. Smet uit Temse.
Het orgel werd gebouwd door Théo Boeckx en stamt waarschijnlijk uit 1926.